# 高梁铺站

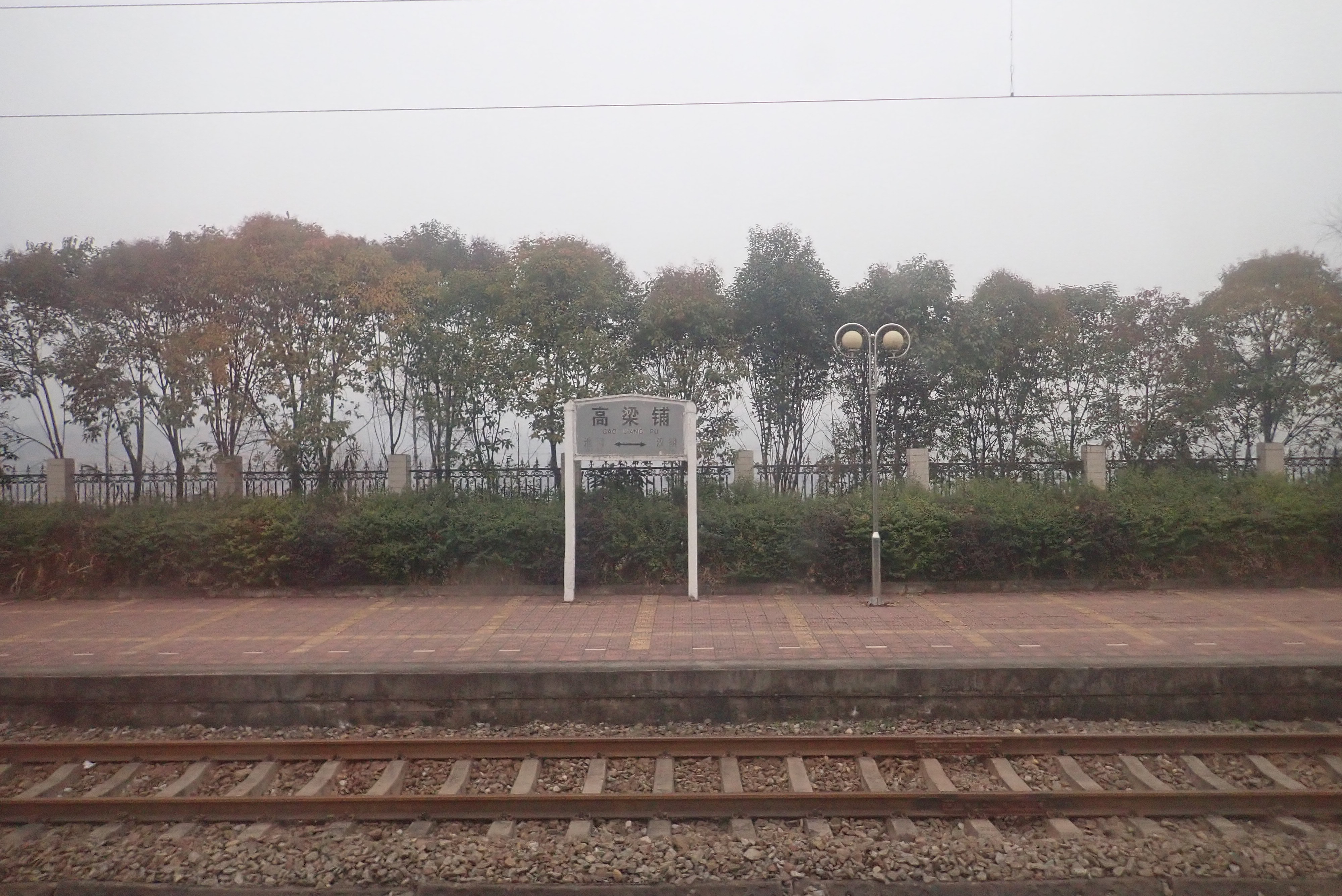
2019年，列车上拍摄的高梁铺站站台与站牌

高梁铺站是位于陕西省汉阴县平梁镇的一个铁路车站，邮政编码725103。车站建于1977年，有阳安铁路经过该站，现办理客货运业务，车站及其上下行区间均为电气化区段。车站距离阳平关站291公里，隶属西安铁路局，是四等站。